# ペドロ・エンヒキ・コンゼン・メジナ・ダ・シウヴァ
ペドロ・エンヒキ（Pedro Henrique）ことペドロ・エンヒキ・コンゼン・メジナ・ダ・シウヴァ（ポルトガル語: Pedro Henrique Konzen Medina da Silva、1990年6月16日 - ）は、ブラジルのサッカー選手。ポジションはMF。

## クラブ歴
FCサンタクルス、アヴァイFC、グレミオFBPAの下部組織に在籍した。
2010年に地元のECアヴェニダで選手となり、カンピオナート・ガウショで途中出場で2試合に出場した。その直後にカンピオナート・ブラジレイロ・セリエCのSERカシアス・ド・スルの目に留まり、同クラブに移籍、選手初得点をこのクラブで記録した。
2012年1月24日にスイス・スーパーリーグのFCチューリッヒに移籍。2月18日に移籍後初得点を記録、2011-12シーズンは半年の在籍ながら15試合に出場した。翌シーズンは怪我もあって19試合の出場に止まった。2013-14シーズンはUEFAヨーロッパリーグ 2013-142試合を含む40試合に出場しレギュラーとして活躍、11得点と得点面でも活躍した。スイス・カップのタイトルも獲得したが、彼自身は決勝戦を出場停止で欠場している。
2013-14シーズンのFCチューリッヒでの活躍は多くのクラブの注目を浴びる事となり、2014年6月26日にリーグ・アンのスタッド・レンヌに4年契約で移籍した。
2017年1月30日にギリシャ・スーパーリーグのPAOKテッサロニキに10万ユーロとされる移籍金で移籍、3年半の契約を締結した。2月5日に同リーグ初出場初得点を記録。5月6日のキペロ・エラーダス決勝では彼とディエゴ・ビセスワールの得点で2-1としクラブとしては5回目の同タイトル獲得に貢献した。7月27日のUEFAヨーロッパリーグ 2017-18 予選のFCオリンピク・ドネツィク戦では出場から僅か5分で得点を記録し、1-1の引分に試合を持ち込んだ。
2017年8月31日に1シーズンの期限付き移籍でカラバフFKに加入、500万ユーロでの買い取りオプションもつけられた。9月27日にUEFAチャンピオンズリーグ 2017-18 グループリーグでディノ・ンドロヴのアシストでASローマから得点を奪ったものの、1-2で敗れた。翌2018年5月24日にレンタル期間満了につきクラブを離脱する事が発表された。
2018年7月14日にFCアスタナに1シーズンの期限付き移籍。8月30日にUEFAヨーロッパリーグ 2018-19 予選でAPOELニコシアからPKで得点をし1-0で勝利、この得点の結果2戦合計で2-1となりクラブの進出に大きく貢献した。
2019年8月9日、カイセリスポルに移籍した。

## タイトル
チューリッヒ
- スイス・カップ:2013-14

カラバフ
- アゼルバイジャン・プレミアリーグ:2017-18

アスタナ
- カザフスタン・プレミアリーグ:2018

PAOK
- ギリシャ・スーパーリーグ:2018-19
- キペロ・エラーダス:2018-19